# Ledeno doba 3: Dinosauri dolaze
Ledeno doba 3: Dinosauri dolaze (eng. Ice Age: Dawn of the Dinosaurs) jest računalno-animirani film iz 2009. godine animacijskoga studija Blue Sky Studios. Redatelj filma je Carlos Saldanha, a glasove u originalnoj verziji posudili su između ostalih i Ray Romano, John Leguizamo, Denis Leary, Seann William Scott i Queen Latifah. Producenti su Lori Forte i John C. Donkin, a film je distribuirao 20th Century Fox. Scenarij potpisuju Michael Berg, Peter Ackerman, Mike Reiss i Yoni Brenner.

## Glavne uloge
- Ray Romano – Manny
- John Leguizamo – Sid
- Denis Leary – Diego
- Simon Pegg – Buck
- Queen Latifah – Ellie
- Seann William Scott – Crash
- Josh Peck – Eddie
- Tara Strong – Peaches
- Chris Wedge – Scrat
- Karen Disher – Scratte
- Frank Welker – Momma
- Bill Hader – Gazelle
- Jane Lynch – Diatryma Mom
- Kristen Wiig – Pudgy Beaver Mom
- Carlos Saldanha – Dinosaur Babies i Flightless Bird
- Eunice Cho – Madison
- Maile Flanagan – Aardvark Mom
- Christian Pikes – Little Johnny
- Clea Lewis – Start Mom
- Randy Thom – Dinosaurs
- Devika Parikh (sporedne uloge)

## Hrvatska sinkronizacija
| Ime   | Engleska inačica    | Hrvatska inačica |
| ----- | ------------------- | ---------------- |
| Sid   | John Leguizamo      | Edo Maajka       |
| Manny | Ray Romano          | Ljubomir Kerekeš |
| Diego | Denis Leary         | Tarik Filipović  |
| Ela   | Queen Latifah       | Daria Knez       |
| Krešo | Seann William Scott | Dražen Bratulić  |
| Edo   | Josh Peck           | Ozren Grabarić   |
| Buck  | Simon Pegg          | Janko Rakoš      |

### Ostali glasovi
- Dean Krivačić
- Dorijan Rožmarić
- Nina Lešnik
- Karlo Franić
- Iva Vučković
- Ivor Plužarić
- Sunčana Zelenika Konjević
- Denin Serdarević
- Pavlica Bajsić Brazzoduro

### Sinkronizacija
- Sinkronizacija: Livada Produkcija
- Prijevod i redateljica dijaloga: Pavlica Bajsić Brazzoduro
- Tonski snimatelj: Ivor Plužarić
- Supervizor produkcije: Denin Serdarević

## Unutarnje poveznice
- Blue Sky Studios
- 20th Century Fox

## Vanjske poveznice
- Ledeno doba 3: Dinosauri dolaze u internetskoj bazi filmova IMDb-a (engl.)
- Ledeno doba 3: Dinosauri dolaze na Rotten Tomatoes (engl.)